# Lijst van spelers van Sparta Rotterdam (mannen)
Dit is een lijst van voetballers die minimaal één officiële wedstrijd hebben gespeeld in het eerste elftal van de Nederlandse betaaldvoetbalclub Sparta Rotterdam of Sparta.

## A
- Gert Aandewiel
- Patrick van Aanholt
- Bob Aardoom
- David Abdul
- Dirk Abels
- Abdallah Aberkane
- Ragnar Ache
- Joseph Addo
- Cor Adelaar
- Ayodele Adeleye
- Dick Advocaat
- Soufyan Ahannach
- Suently Alberto
- Quentin Albertus
- Pedro Alemañ
- Rob Alflen
- Ilias Alhaft
- Jos Allard
- Jan Allart
- Carlo l'Ami
- Lotfi Amhaouch
- Yannis Anastasiou
- Aad Andriessen
- Agustín Anello
- Geraldo António
- Adil Auassar

## B
- Julian Baas
- Yalany Baio
- Aymane Bais
- Saïd Bakari
- Tim Bakens
- Istvan Bakx
- Jesse Bal
- Luuk Balkestein
- Franck Bambock
- Kiran Bechan
- Iliass Bel Hassani
- Lou Benningshof
- Anthony Bentem
- Hans Bentzon
- Wim Berends
- Michiel van den Berg
- Ron van den Berg
- Mitchell van Bergen
- Ricky van den Bergh
- Roland Bergkamp
- Gregg Berhalter
- Crescendo van Berkel
- Daniel Bessa
- Tom Beugelsdijk
- Michel Beukers
- Jan van Beveren
- Wil van Beveren (junior)
- Flip Beyer
- Houssin Bezzai
- Jan de Bie
- Mario Bilate
- Bert Binken
- Aleksandar Bjelica
- Danny Blind
- Regi Blinker
- Mario Bilate
- Emmanuel Boakye
- Joop Böckling
- Béla Bodnár
- Darko Bodul
- Henk den Boer
- Wilco de Boer
- Willem Boerdam
- Winston Bogarde
- Jeremy Bokila
- Joep Bonenberg
- Marco Boogers
- Nico Boot
- Marco de Borst
- John Bos
- Ben Bosma
- Tinus Bosselaar
- Henk Bosveld
- Rachid Bouaouzan
- Elbekay Bouchiba
- Ayoub Boukhari
- Nourdin Boukhari
- Jan Bouman
- Levi Bouwense
- Gerard Bouwer
- Robert van Boxel
- Daniël Breedijk
- Gregor Breinburg
- Michel Breuer
- Frank Broers
- Loris Brogno
- Arie Brouwer
- Patrick Brouwer
- Dennis de Bruin
- Jaime Bruinier
- Marciano Bruma
- Jaimy Brute
- Charles-Andreas Brym
- Wim Bubberman
- Arie Buddenberg
- Edwin van Bueren
- Danny Buijs
- Hans Buitendijk
- Jeu van Bun
- Wouter Burger
- Harry van Buuren
- Kees van Buuren
- Willem van Buuren

## C
- Jerson Cabral
- Sandro Calabro
- Jimmy Calderwood
- Iván Calero
- Greg Campbell
- Julian Chabot
- Cyril Chevreuil
- Kenneth Cicilia
- Ray Clarke
- Pelle Clement
- Denni Conteh
- Tim Coremans
- Ton Cornelissen
- Bruno Corte Real
- Rene Coufreur
- Delano van Crooij
- Vito van Crooij
- Johnny Crossan
- Alair Cruz Vicente
- Shayron Curiel

## D
- Fankaty Dabo
- Joop Daniëls
- Maurits van Dalen
- Adrián Dalmau
- Rubin Dantschotter
- Ricardo Darsan
- Donovan Deekman
- Chris Dekker
- Carlos Delgado
- Emre Demir
- Romano Denneboom
- Halil Dervişoğlu
- Nixon Dias
- René van Dieren
- Andries van Dijk
- Dominique van Dijk
- Frits van Dijk
- Henk Dijkhuizen
- Mart Dijkstra
- Silvio Diliberto
- Henk Dirven
- Charles Dissels
- George Dobson
- Cees Doesburg
- Pim Doesburg
- Hüseyin Doğan
- Mathijs Donatz
- Arno Doomernik
- Adilson Dos Santos
- Kenneth Dougall
- Jimmy Downey
- Augustin Drakpe
- Royston Drenthe
- Peter Drijver
- Daaf Drok
- Rick van Drongelen
- Deroy Duarte
- Laros Duarte
- Lerin Duarte
- Alex van Duijvenbode
- Denzel Dumfries
- Chris van den Dungen
- John den Dunnen
- Édouard Duplan
- Riza Durmisi

## E
- Jos van Eck
- Tonnie van Ede
- Mike Eerdhuijzen
- Rob Eger
- René Eijer
- Hans Eijkenbroek
- Yaël Eisden
- Carel Eiting
- Zakaria El Azzouzi
- Hamza El Dahri
- Soufian El Hassnaoui
- Youssef El Kachati
- Ali El Khattabi
- Dwight Eli
- Juul Ellerman
- Richard Elzinga
- Emanuel Emegha
- Marvin Emnes
- Mario Engels
- Hans Erkelens
- Noud van Esdonk

## F
- Ernest Faber
- Michael Fabrie
- Erik Falkenburg
- Lassana Faye
- Davy De fauw
- Lovette Felicia
- Darren Ferguson
- Sander Fischer
- Peter Fitzgerald
- Sherel Floranus
- Jan Formannoy
- Carlos Fortes
- Jeffry Fortes
- Frank Franken
- Henk Fraser
- Fred Friday

## G
- Mitchell van der Gaag
- Louis van Gaal
- Mitchel van Gastel
- Peet Geel
- Ruud Geels
- Frank van der Geest
- Douglas George
- Sander van Gessel
- Elden de Getrouwe
- Roderick Gielisse
- Dries Gijbels
- René van der Gijp
- Wim van der Gijp
- Paul Gladon
- Joey Godee
- Leendert de Goeij
- Ed de Goey
- Craig Goodwin
- Steve Goossen
- Kenzo Goudmijn
- Eddy van de Graaf
- Roel de Graaff
- Danzell Gravenberch
- Alfons Groenendijk
- Ber Groosjohan
- Huug de Groot
- Piet de Groot
- Wouter Gudde
- Nebojša Gudelj
- Adnan Gülek
- Jonathan de Guzman

## H
- Martin Haar
- Ramon van Haaren
- Abdou Harroui
- Ariel Harush
- Hans Hazebroek
- Gary Heale
- Gerrie van der Heide
- Nol Heijerman
- Glenn Helder
- Cor Hendriks
- Phil Henson
- Dick Stuy van den Herik
- Arie den Hertog
- Bernard Heuser
- Michaël Heylen
- Giovanni Hiwat
- Kristian Hlynsson
- Rody Hoegee
- Bradly van Hoeven
- Jochem van der Hoeven
- Sietze Hofstee
- James Holland
- Frederik Holst
- Wout Holverda
- Cock Hoogeveen
- Gerrie ter Horst
- Brutil Hosé
- Roald van Hout
- Peter Houtman
- Toine van Huizen
- Jannik Huth

## I
- Joel Ideho
- Silvan Inia

## J
- Kim Jaggy
- Kew Jaliens
- Nico Jalink
- Laurent Jans
- Bert Jansen
- Geert Jansen
- Roland Jansen
- Bryan Janssen
- Henk Janssen
- Marco Jochems
- Joshua John
- Patrick Joosten

## K
- Sani Kaita
- Moussa Kalisse
- Adul Bai Kamara
- Joeri de Kamps
- Piet de Kant
- Khalid Karami
- Dave Kastelein
- Yurtcan Kayis
- Kayky
- Ton Kemper
- Gerard van de Kerkhof
- Rick Ketting
- Reda Kharchouch
- Ricardo Kieboom
- Christophe Kinet
- Joshua Kitolano
- Robert Klaasen
- Mike Kleijn
- Wim Kleinjan
- Jan Klijnjan
- René Klomp
- Andro Knel
- Ruud Knol
- Milano Koenders
- Danny Koevermans
- Jan Kok
- Hans de Koning
- Frank Kooiman
- Dick van de Korput
- Roy Kortsmit
- Bok de Korver
- Aad Koudijzer
- Janusz Kowalik
- Michiel Kramer
- Werner Kramer
- Ruud Kras
- Willy Kreuz
- Dennis Krijgsman
- Jørgen Kristensen
- Michael Krohn-Dehli
- Chris Kronshorst
- Victor Kros
- André Krul
- Djevencio van der Kust

## L
- Arjan van der Laan
- Wim Landman
- Pieter Langedijk
- Michel Langerak
- Joop Langhorst
- Claus Larsen
- Theo Laseroms
- Tobias Lauritsen
- Freek van der Lee
- Benjamin van Leer
- Terry Lees
- Marcellino van der Leeuw
- Martin van Leeuwen
- Patrick van Leeuwen
- Tonny van Leeuwen
- Gerard van der Lem
- Ronald Lengkeek
- Evgeniy Levchenko
- Raymond Libregts
- Max de Ligt
- Antoine van der Linden
- Olaf Lindenbergh
- Joop van Linstee
- Youri Loen
- David Loggie
- Jason Lokilo
- Cecilio Lopes
- Patrick Lopes Martins da Veiga
- Oni Louhenapessy
- Dano Lourens
- Arie Lugthart
- Ron Luijten
- Gijs Luirink

## M
- Sherjill Mac-Donald
- Achraf Madi
- Ole Madsen
- Mimoun Mahi
- Denis Mahmudov
- Bram Marbus
- Nicholas Marfelt
- Ton Marijt
- Marília
- Juan Martínez
- Quenten Martinus
- Bradley Martis
- Giannis Masouras
- Stjepan Matić
- Jurgen Mattheij
- Jessy Mayele
- Murat Mazlum
- Haris Međunjanin
- Dave van der Meer
- Rob van der Meer
- Jason Meerstadt
- Geert Meijer
- Aaron Meijers
- Hugo Meijers
- Rick Meissen
- Elias Melkersen
- David Mendes da Silva
- Fouzi Mesaoudi
- Edward Metgod
- Metinho
- Wim Meutstege
- Mourad Mghizrat
- Jan Michels
- Henny Michielsen
- Piet van Miert
- Sven Mijnans
- Cendrino Misidjan
- Shunsuke Mito
- Oscar Moens
- Tom Van Mol
- Patrick Molendijk
- Joop Mom
- Rui Monteiro
- Paco van Moorsel
- Iderlindo Moreno Freire
- Sammy Morgan
- Robert Mühren
- Fred Mühring
- Jan Mulder
- Jeremy van Mullem
- Piet van Mullem
- Cees van de Munnik
- Riga Mustapha

## N
- Younes Namli
- David Nascimento
- Mohamed Nassoh
- Camiel Neghli
- Miquel Nelom
- Jeffrey Neral
- Anders Nielsen
- Leonard Nienhuis
- John Nieuwenburg
- Steef Nieuwendaal
- Mario Nijgh
- Toon Nijssen
- Dennis de Nooijer
- Gérard de Nooijer
- Jeremy de Nooijer
- Mark Noorlander
- Bas van Noortwijk
- Pieter Nys

## O
- Anthony Obodai
- Lucas van Oeveren
- Maduka Okoye
- Edwin Olde Riekerink
- Jan Olde Riekerink
- Steve Olfers
- Nick Olij
- Robbert Olijfveld
- Co Onsman
- Rodney van Ooijen
- Rena Oomen
- Jason Oost
- Jeffrey Oost
- Len van Oosten
- Harry van Oosterhout
- Mohammed Osman
- Ayoub Oufkir
- Gaultiér Overman
- Tom Overtoom

## P
- Stuart Parker
- Marcel Peeper
- Stef Peeters
- Nico Pellatz
- Jos Peltzer
- Romeo Pengel
- Milco Pieren
- Miel Pijs
- Florian Pinteaux
- Michael Pinto
- Joël Piroe
- Rydell Poepon
- Mathias Pogba
- Sjaak Polak
- Richard van Polanen
- Prince Polley
- René Ponk
- Sándor Popovics
- Cor Pot
- Sebastiaan Pot
- John Powell
- Henk Prinsen
- Jerold Promes
- Ton Pronk
- Nick Proschwitz
- Martin Pušić

## Q
- Peter de Quant
- Teo Quintero

## R
- Cássio Ramos
- Kaj Ramsteijn
- Mohammed Rayhi
- Iwan Redan
- Boyd Reith
- Omar Rekik
- Maikel Renfurm
- Eddy Ridderhof
- Dante Rigo
- Jeffrey Rijsdijk
- Lorenzo Rimkus
- Darryl Roberts
- Peter Robinson
- Zé Rodrigues
- Lody Roembiak
- Renzo Roemeratoe
- Edgar van der Roer
- Henk Roomberg
- Marten de Roon
- Geert Arend Roorda
- Sepp De Roover
- Sergi Rosanas
- Rayvien Rosario
- Yuri Rose
- Humphrey Rudge
- Nathan Rutjes

## S
- Jerzy Sadek
- Koki Saito
- Janne Saksela
- Hans Salfischberger
- Shurandy Sambo
- Emilio Samsey
- Joshua Sanches
- Gerald Sandel
- Ousmane Sanou
- Dabney dos Santos
- Gianni dos Santos
- Ryan Sanusi
- Marco Sas
- Danny Schenkel
- Jannie Schilder
- Sidney Schmeltz
- Robin Schmidt
- Youri Schoonderwaldt
- Joop Schop
- Dick Schreuder
- Janik Schults
- John Schuurhuizen
- Wolfgang Schwarz
- Aleksander Šeliga
- Tom Sier
- Jimmy Simons
- Jimmy Simons
- Khalid Sinouh
- Arne Skipper
- Gerrie Slagboom
- Donovan Slijngard
- Arne Slot
- Arie van der Sluis
- Bryan Smeets
- Jerry Smith
- Mike Snoei
- Lorenzo Soares Fonseca
- Jens van Son
- Hans Sonneveld
- Stijn Spierings
- John Spinhoven
- Ben Spork
- Adri van Staveren
- Henk van Stee
- Henk Steeman
- Johan Steur
- Lemmy Stevens
- Ron Stevens
- Romano van der Stoep
- Finn Stokkers
- Michel van Strien
- Roy Stroeve
- Kevin Strootman
- Christian Supusepa
- Wim Suurbier

## T
- Mohammed Tahiri
- Erik Tammer
- Gilbert Taument
- Elayis Tavşan
- Victor Tebbens
- Kenny Teijsse
- Ben Terlaak
- Rinus Terlouw
- Joost Terol
- Nökkvi Thórisson
- Lennart Thy
- Dwight Tiendalli
- Adri van Tiggelen
- Roelf-Jan Tiktak
- Arnoud Toet
- Cees Toet
- Theo van Toledo
- Dieter Van Tornhout
- Karim Touzani
- Jayson Trommel
- Ivan Tsvetkov

## U
- Fuat Usta

## V
- Michel Valke
- Brian Vandenbussche
- Toni Varela
- Cor Varkevisser
- Jochem van der Hoeven
- Jan van der Veen
- Mark Veenhoven
- Jan van der Velden
- Bert Veldhoen
- John Veldman
- Jeroen Veldmate
- Mark Veldmate
- Lars Veldwijk
- Tijs Velthuis
- Hans Venneker
- Koos Verbeek
- Pim Verbeek
- Robert Verbeek
- Lambert Verdonk
- Hans Verèl
- Thomas Verhaar
- Ad Verhoeven
- Krisztián Vermes
- Ad Vermolen
- Michael Verrips
- Arno Verschueren
- Geoffrey Verwey
- José María Vidal
- Nick Viergever
- Jan Villerius
- Dries Visser
- Pim Visser
- Melvin Vissers
- Björn Vlasblom
- Jeffrey Vlug
- Dalibor Volaš
- Jan Vos
- Johan Voskamp
- Bart Vriends
- Ben de Vries
- Piet de Vries
- Wim Vrösch
- Edwin Vurens

## W
- Wim van der Waal
- Gijs Waardenburg
- Dylan van Wageningen
- Stef Walbeek
- Harald Wapenaar
- Django Warmerdam
- Warry van Wattum
- Leen van der Weel
- Frank Weerdenburg
- Hans Wenneker
- Johan van der Werff
- Sander Westerveld
- Trevor Whymark
- Marvin Wijks
- Giliano Wijnaldum
- Piet Wijnberg
- Hennie Wijs
- Jetro Willems
- Menno Willems
- Carl Wilson (voetballer)
- Aron Winter
- John de Wolf
- Romeo Wouden
- Dries Wuytens

## Y
- Kerem Yilmaz
- Marvin Young
- Mehmet Yüksel

## Z
- Bep Zaal
- Dean Zandbergen
- Omar Zaroual
- Gjivai Zechiël
- Sieme Zijm
- Joh van Zoest
- Tom Zoontjes